# Boissy-Fresnoy
Boissy-Fresnoy is een gemeente in het Franse departement Oise (regio Hauts-de-France). De plaats maakt deel uit van het arrondissement Senlis. Boissy-Fresnoy telde op 1 januari 2022 955 inwoners.

## Geografie
De oppervlakte van Boissy-Fresnoy bedroeg op 1 januari 2022 15,87 vierkante kilometer; de bevolkingsdichtheid was toen 60,2 inwoners per km².

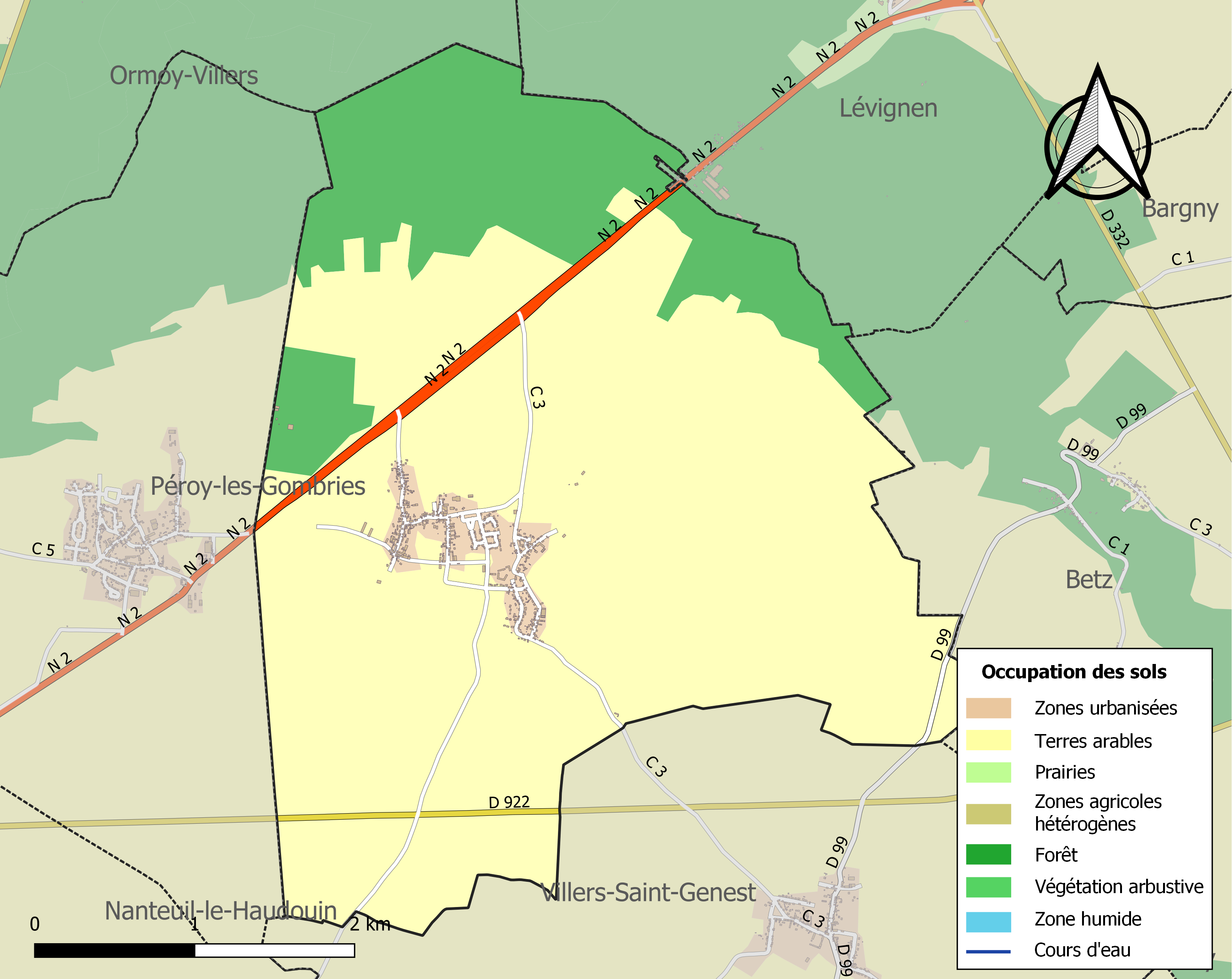
Kaart van de gemeente met belangrijkste infrastructuur, bodemgebruik en omliggende gemeenten

## Demografie
Onderstaande figuur toont het verloop van het inwonertal (bron: INSEE-tellingen).

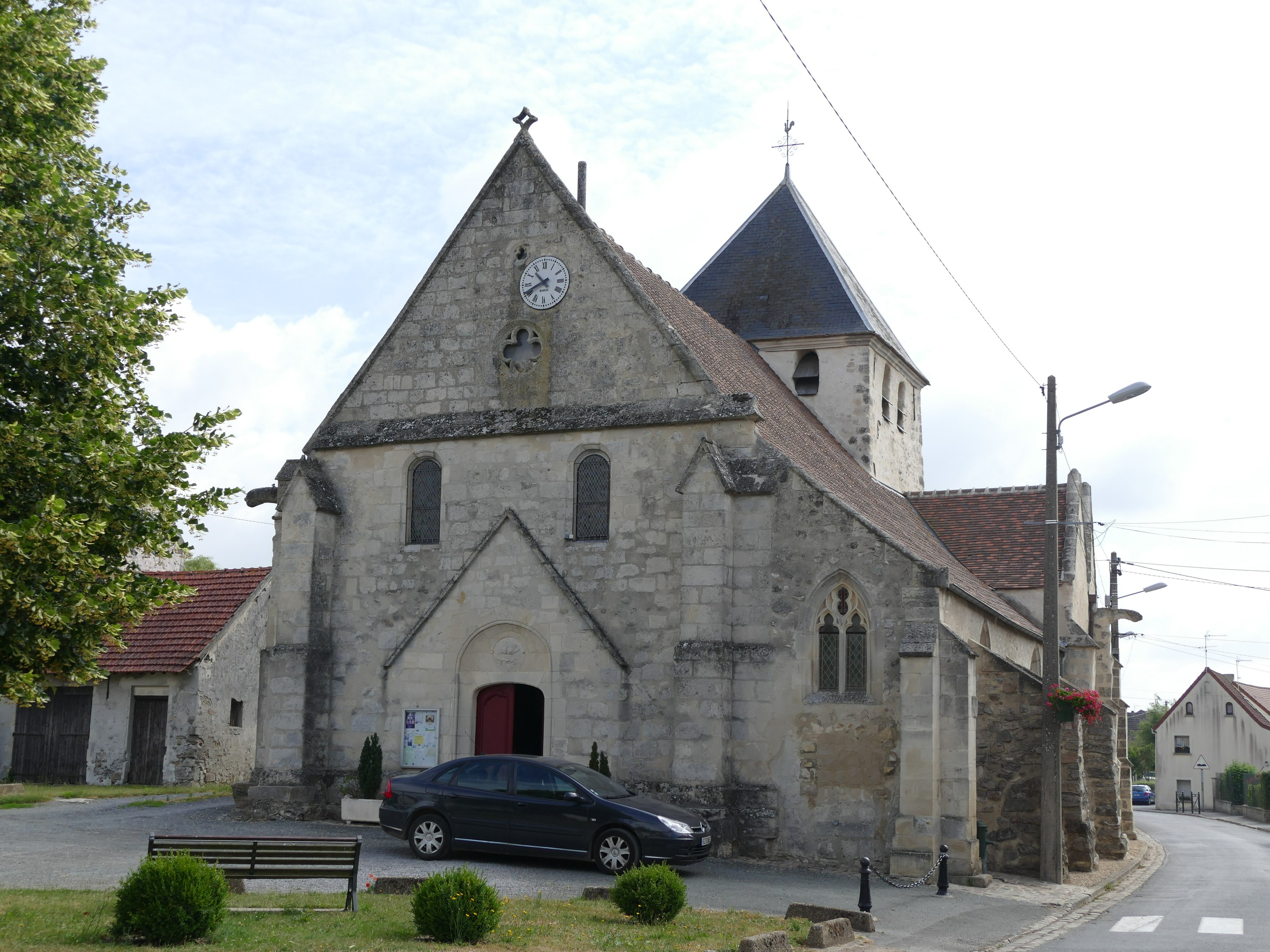
Kerk van Boissy-Fresnoy